# Kurixalus idiootocus
Kurixalus idiootocus es una especie de anfibios endémica de Taiwán. 
Esta especie se encuentra en peligro de extinción por la pérdida de su hábitat natural.